# Grodzisko w Stradowie
Grodzisko w Stradowie – wczesnośredniowieczne grodzisko z X wieku w Stradowie w województwie świętokrzyskim, położone w połowie drogi między Chrobrzem a Skalbmierzem.

## Lokalizacja
Grodzisko położone na wzgórzu w odległości około 750 m od wsi Stradów.

## Opis
Największe grodzisko w Polsce. Fortyfikacje grodu właściwego w Stradowie funkcjonowały w stosunkowo niedługim odcinku czasu: od połowy X wieku do około połowy lub 2. połowy XI wieku, zatem niewiele ponad jedno stulecie. Grodzisko powstało w miejscu wcześniejszej nieobronnej osady i być może należy wiązać z państwem Wiślan. Następnie gród funkcjonował w czasach państwa Piastów. Założenie obronne składało się z grodu właściwego na planie pięciokąta (Zamczysko) oraz trzech podgrodzi (Barzyńskie, Mieścisko i Waliki). Wał podgrodzia zwanego Barzyńskie datowany jest na lata około 898-913. Wały grodziska są otoczone suchą fosą i osiągają wysokość do 18 m. Razem z podgrodziami założenie obejmowało obszar około 25 ha. Gród został zniszczony w połowie XI wieku w wyniku pożaru w czasach panowania Kazimierza Odnowiciela lub Bolesława Śmiałego. Jego rolę przejęła położna w odległości kilkunastu kilometrów Wiślica. 
W XIV i XV wieku część terenu, na którym leży grodzisko należało do ważnego małopolskiego rodu Awdańców, być może związanego wcześniej z grodziskiem.
Ze szczytu grodziska przy dobrych warunkach atmosferycznych widoczne są Beskidy.

## Galeria

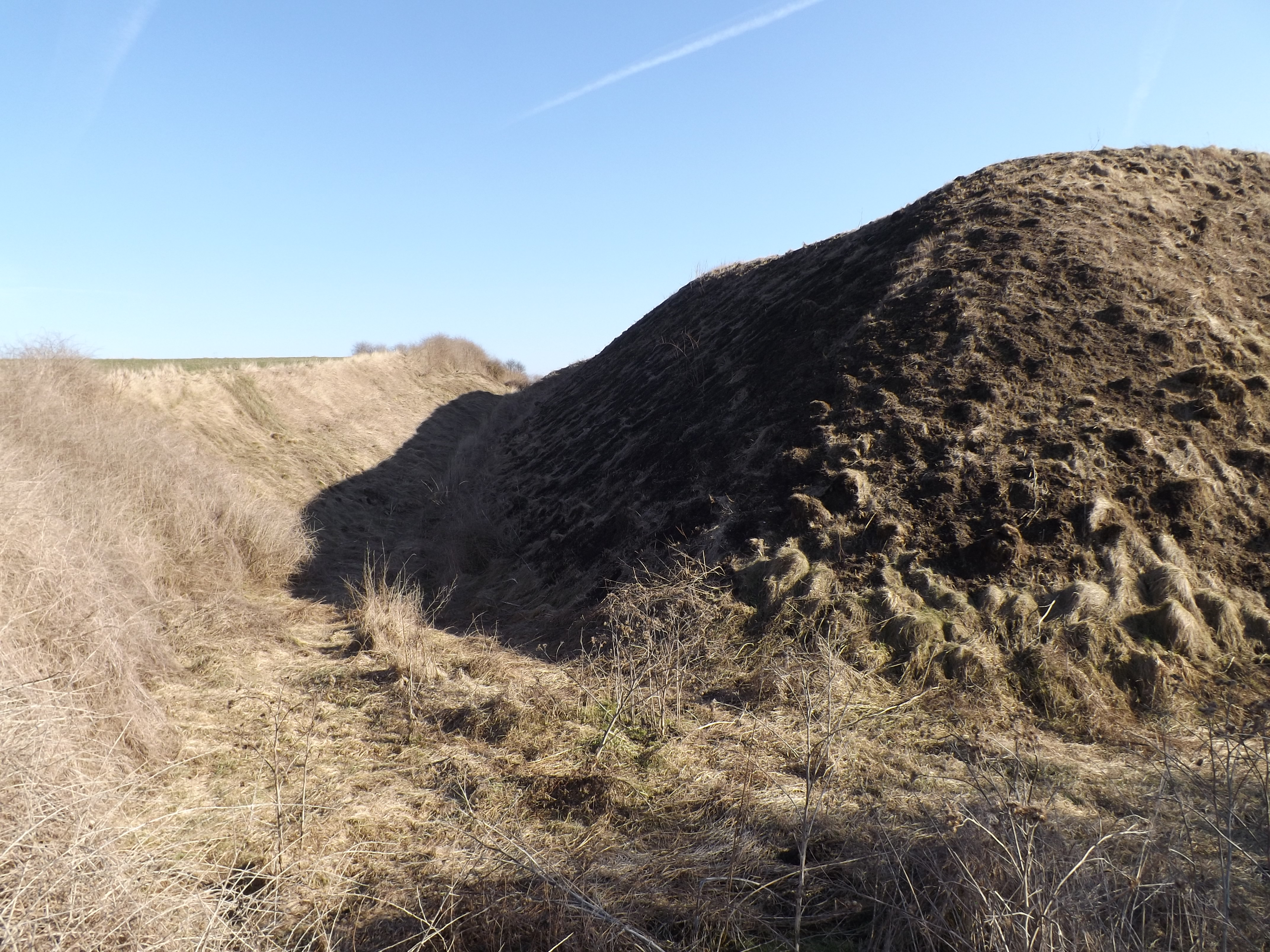
Wał i fosa
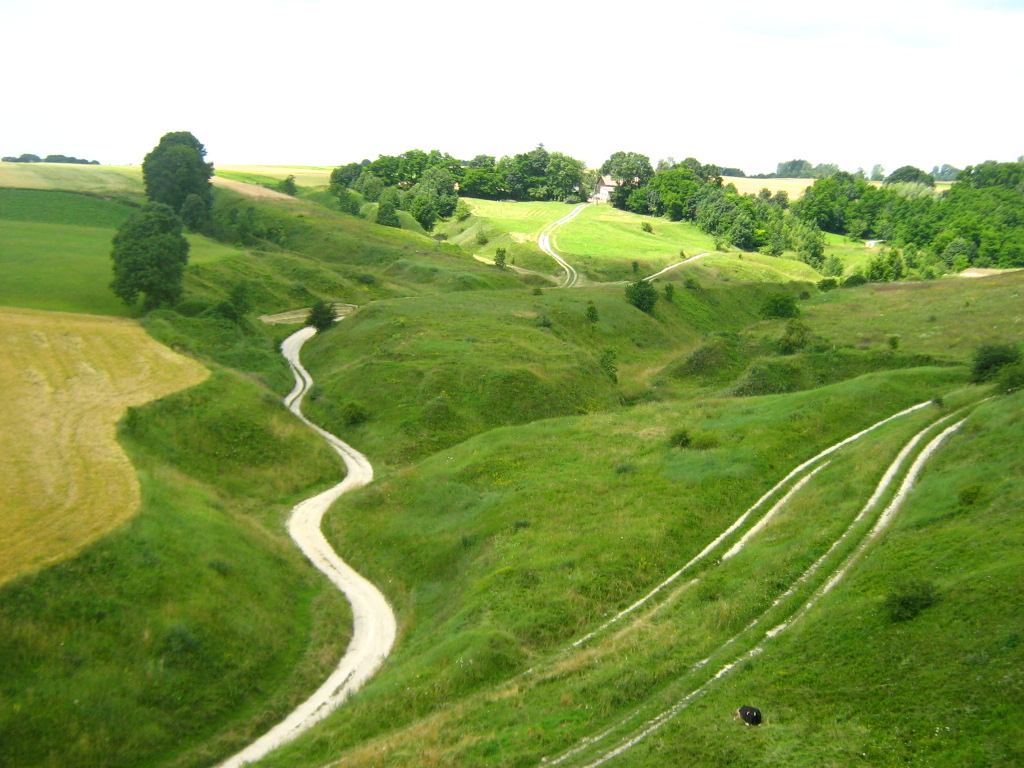
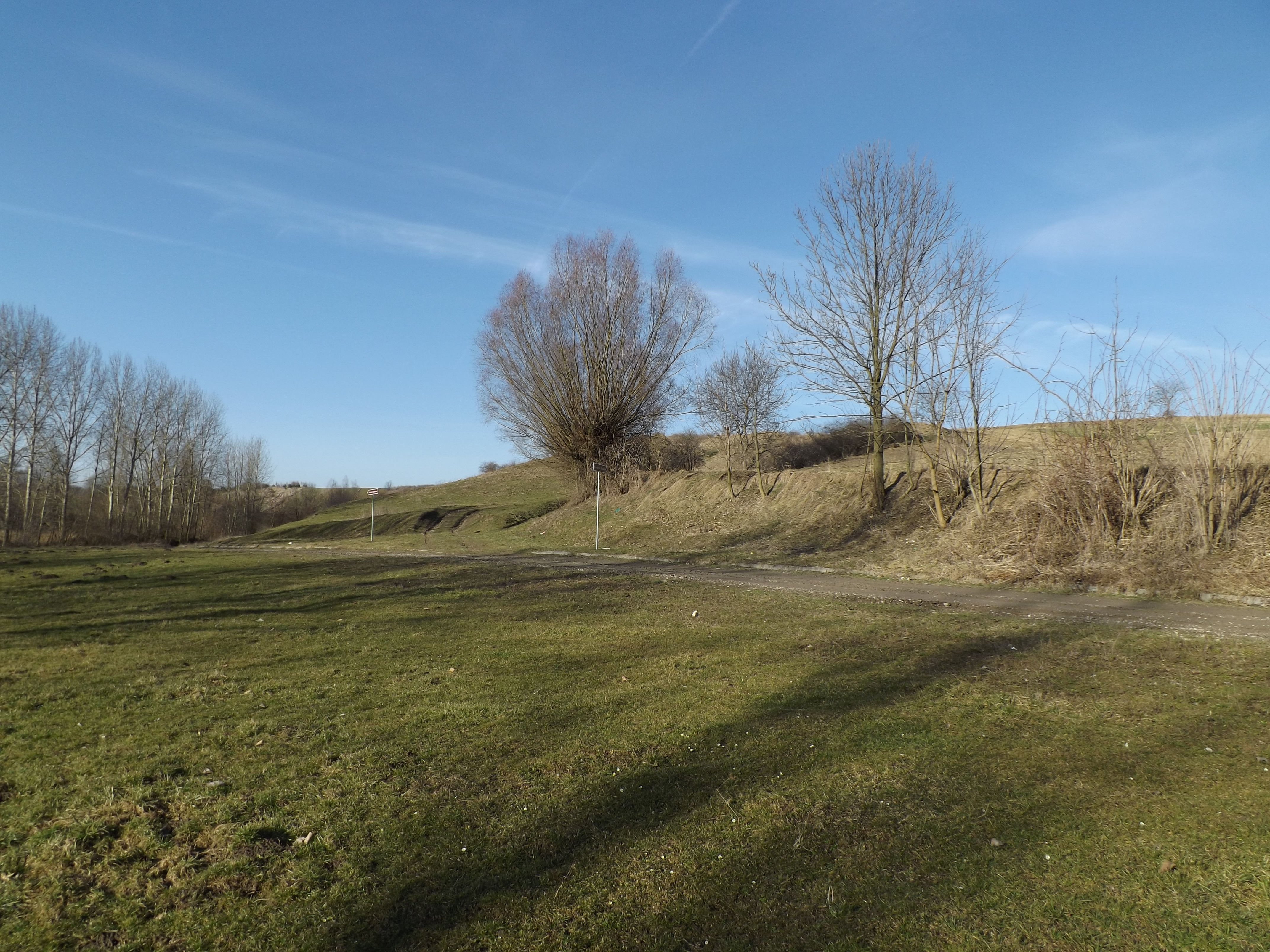
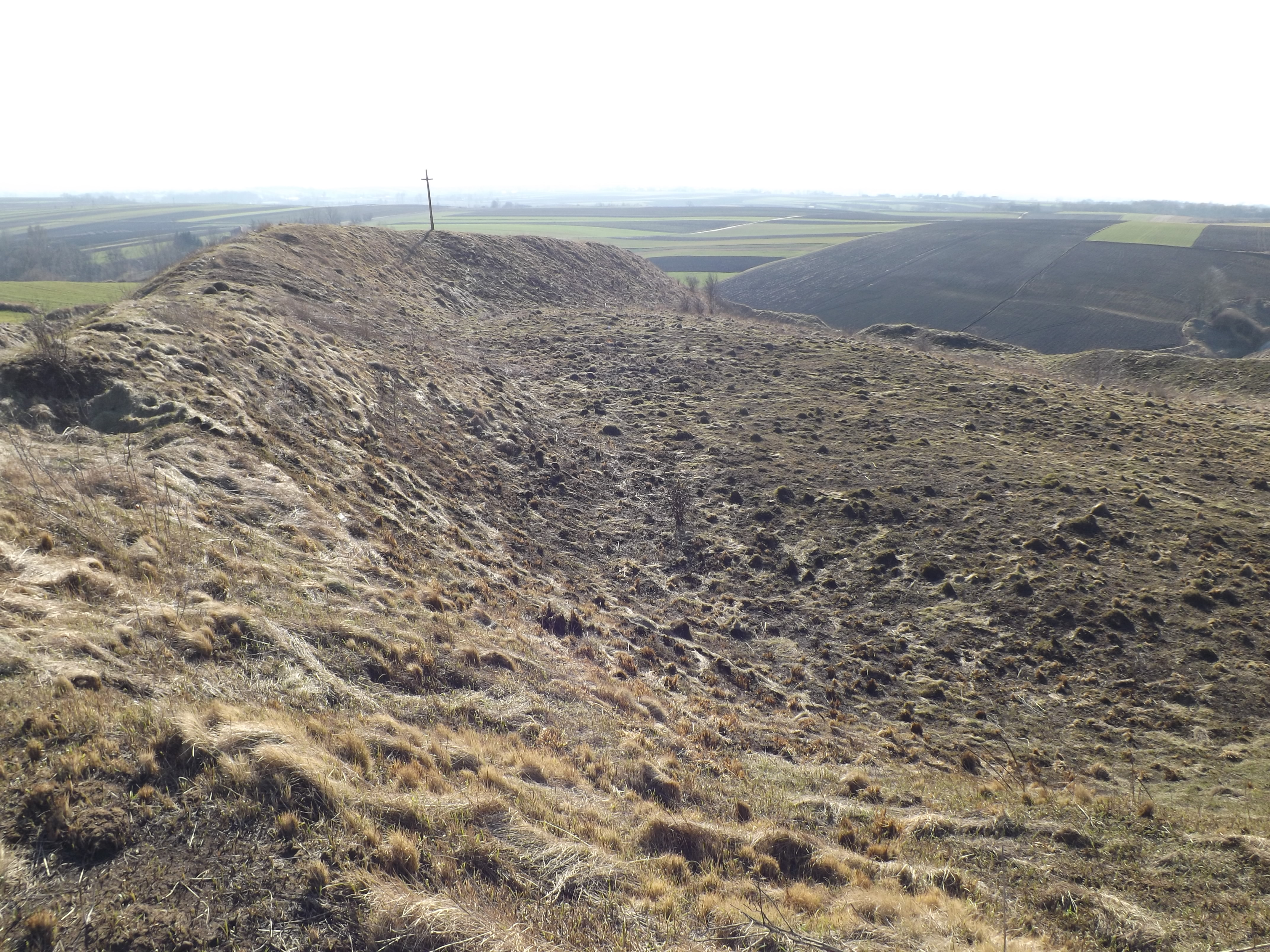
Majdan

## Badania archeologiczne
- 1956-1963 - prof. Stefan Nosek - Zakład Archeologii Małopolski IHKM PAN w Krakowie